# 끄꾸인현
끄꾸인현(베트남어: Huyện Cư Kuin / 縣格昆)은 베트남 중부 고원 지방 닥락성의 현이다.

## 행정 구역
끄꾸인현은 8사를 관할하고 있다.

### 사
- 끄에이 사 (Xã Cư Êwi)
- 즈라이브항 사 (Xã Dray Bhăng)
- 애아브혹 사 (Xã Ea Bhôk)
- 애아후 사 (Xã Ea Hu, 亞胡社)
- 애아끄뚜르 사 (Xã Ea Ktur)
- 애아닝 사 (Xã Ea Ning, 亞寧社)
- 애아떼우 사 (Xã Ea Tiêu, 亞雕社)
- 호아히엡 사 (Xã Hòa Hiệp, 和協社)